# JSL (eスポーツ)
JSL は、サッカーゲームであるFIFAシリーズの1部制のeスポーツの国内大会である。

## 概要
JSLは、FIFAシリーズのeスポーツの大会である。JSLの特徴はチーム数が多く平日開催であり、身長体重制限もないことから、全般的にはテクニックよりもフィジカルを重視し、守備よりも攻撃を重視する傾向にある。
数多くのプロプレイヤーやUT成績上位者が多いことから、試合のレベルが高く、新しい攻撃手段をいちはやく取り入れる傾向がある。特にFIFA19から搭載されたタイミングフィニッシュ（TF）においては、ゲームのバージョンの変更のたびにその特性が変更されることもあるが、TFは試合を有利にするためには必須のスキルであることから、リーグ戦に導入する傾向も高い。
JSL1部の上位チームには、AVPCLやAL(いわゆるACL)への出場権枠がある。また、年に数回、JSLから日本代表選手を選出し、各国の選抜メンバーと対戦するイベントも執り行われる。
現在は多数のチームが脱退したことによりチーム数が少なくなったため国内リーグを中止している。

## 歴史
| 過去大会歴 | 過去大会歴 | 過去大会歴      | 過去大会歴      | 過去大会歴                   | 過去大会歴                          | 過去大会歴       |
| 年         | NO.        | 優勝クラブ      | 大会MVP         | 得点王                       | アシスト王                          | ベストゴール受賞 |
| ---------- | ---------- | --------------- | --------------- | ---------------------------- | ----------------------------------- | ---------------- |
| 2012年     | 1st        | FC Esperanza    | Muntarista-20   | tak568                       | LakeRain delpielle vagadare_ tak568 |                  |
| 2012年     | 2nd        | CGO Devils      | funwarishokupan | Reds-st syo_cfc              | okumura0945 takadt530               |                  |
| 2012年     | 3rd        | enjoy FC2012    | cocoa-0426      | syo_cfc cocoa-0426 o-RYUTA-o |                                     |                  |
| 2012年     | 4th        | JUDGEMENT       |                 | MAD_BLANKY                   |                                     |                  |
| 2013年     | 5th        | Urawa Reds      |                 | Batistuta_13                 |                                     |                  |
| 2013年     | 6th        | RCD Bull        |                 | ESP-shiranui2-               |                                     |                  |
| 2013年     | 7th        | ASC Milrallas   |                 | xJOJO-08x sukesix            | kanitama24 me_agnst_da_wrld         |                  |
| 2013年     | 8th        | Phantas Magoria |                 | PIRLO-10_21M_A               | TAKEZO81 Emirates-0811              |                  |
| 2014年     | 9th        | LoveLive FC     |                 | KONYAGAYAMADA25              | ikaros_aegis JOH1119                |                  |
| 2014年     | 10th       | NICORINPANA     | KONYAGAYAMADA25 | GotzeDribbler                | x2basax GON-GIN YUY777              |                  |
| 2015年     | 11th       | HK ForeverAlone | S_O_N_Y_528     | TamokichiFire                | Jackycheung2009                     |                  |
| 2015年     | 12th       | HK ForeverAlone | Jackycheung2009 | KONYAGAYAMADA25 Fenlil07     | jackycheung2009                     |                  |
| 2015年     | 13th       | Dai Lun FC      | goo_alex        | hang119ag                    | jackycheung2009                     |                  |
| 2016年     | 14th       | Dai Lun FC      | Jackycheung2009 | tatsuya070608                | jackycheung2009                     |                  |
| 2016年     | 15th       | Xx Devil FCxX   | Llorente0226    | Liorente0226                 | OLDCODEX_Ta__2                      |                  |
| 2016年     | 16th       | Never Say Never | boris758        | juggbatt                     | Kyo_Kei00                           |                  |
| 2017年     | 17th       | JUDGEMENT ES    | grande-jazz02   | Mikkasan-10                  | boris758                            |                  |

### 2013年前
2013年前はJSLは有志により運営されていた。

### 2013年以降
2013年以降、JSLはJeFAの管轄下で運営されることになる。

### 2017年
WEL
Sリーグと統合しWELとなったが、2018年には再び独立した。
JSL2部、秋季東西リーグ制
FIFA19最初の大会である秋季リーグでは登録チーム数が多く、JSL2部は2区制（東西リーグ）を採用した。

### 2019年
JSL2部、再び1区制へ
2018年秋季リーグでJSL2部は東西リーグによる2区体制だったが、チーム数の調整により2019年春季リーグからは再び1区制となった。
夏季リーグ
夏季リーグでは、本来ならば運営の定めている参入の資格のない2チームの応募があり、その情報は開幕1週間前にリークされるが、運営判断によりルールを急遽変更し夏季リーグは無事開幕した。しかし、ルールを簡単に変更できてしまう状態にSNSなどでは物議を醸した。

### 2020年
多数のチーム脱退により秋季リーグは中止となった。

### 世界団体VPLとの提携
2020年2月、JSLを運営しているJeFAは、元イタリア代表トッティと連携し「Totti Championship」などを開催している世界団体VPLとのパートナーシップを発表した。あわせて、アジア王者（AEFA）、欧州王者、MENA王者（中東、北アフリカ地域）によるトーナメントの開催を発表した。

### 名古屋グランパスオンラインチャレンジカップ
2020年6月、CNCIとBLUE BEESによって共催された「名古屋グランパスオンラインチャレンジカップ」にJSLが協力団体として名を連ねた。試合の模様は、名古屋のケーブルテレビ局スターキャットや、名古屋テレビ（メ～テレ）協力の下、決勝トーナメントのみLIVE配信が行われた。

## 構造

### 登録チーム
| 1部             |
| --------------- |
| FC Acuvue       |
| WestCoastGalaxy |
| WHITE STONE     |
| JHK FC          |
| VERSAMIGO       |
| FC High Bridge  |

### ルール
- JSL1部
  - 18チーム
  - 下位2チームは自動的にJSL2部へ降格
  - 15,16位チームは残留プレーオフへ回る
- JSL2部
  - 18チーム
  - 上位2チームは自動的にJSL1部へ昇格
  - 3、4位チームは昇格プレーオフへ回る

### 備考
- シーズン中の入退団は可能だが、選手は1シーズンに1回のみ選手登録が可能である。

## カップ戦
- JSLカップ - リーグオフシーズン中に開催されるカップ戦である。

## 国際大会での主要な戦績
※2019 春季シーズン中現在
- AEFA AVPCL優勝 2回
  - WELLDONE (2回,2017,2019)※2017年はCAT Unitedとして出場)
- AEFA AL優勝 3回
  - ALTIMA(1回,2019)
  - VivaLaVida(1回,2018)
  - JUDGEMENT ES(1回,2017)

## WEL解散理由

### WELとは
WELは2017年にJSLとSリーグを統合し新しく作った団体で、World Esports Leagueの頭文字を取ったものである。
ポータルサイトなど独自技術を持ったSリーグと、アジアリーグを展開していたJSL、両者の思惑が合致し作られたものである。

### 解散理由
当初はSリーグで使われていたwebシステムを使う予定だったが、すれ違いが起き、結果解散となった。
2019年6月27日に当時を知るメンバーにより、証拠と共に解散した理由が公開され、様々な団体で物議を醸した。